# Aloe sordida
Aloe sordida é uma espécie de liliopsida do gênero Aloe, pertencente à família Asphodelaceae.